# جزیره کرکلند
کرکلند (به انگلیسی: Kirkland) همچنین با نام رز کرکلند نیز شناخته می‌شود. این جزیره در ریچموند، بریتیش کلمبیا واقع شده است و بخشی از مجموع الجزایر  South Arm Marshes محسوب می‌شود و در نزدیکی بازوی جنوبی رود فریزر قرار دارد.